# Tours-sur-Meymont
Tours-sur-Meymont – miejscowość i gmina we Francji, w regionie Owernia-Rodan-Alpy, w departamencie Puy-de-Dôme.
Według danych na rok 1990 gminę zamieszkiwało 511 osób, a gęstość zaludnienia wynosiła 28 osób/km² (wśród 1310 gmin Owernii Tours-sur-Meymont plasuje się na 400. miejscu pod względem liczby ludności, natomiast pod względem powierzchni na miejscu 509.).